# 후루이치바촌 (기후현 가타가타군)
후루이치바촌(古市場村)은 일본 기후현 이나바군에 설치되었던 촌이다. 현재의 기후시의 일부에 해당한다.

## 역사
- 1889년 7월 1일 - 정촌제 실시에 따라 가타가타군 후루이치바촌이 발족.
- 1897년 4월 1일 - 아쓰미군, 가카미군, 및 가타가타군의 일부가 합병하여, 이나바군이 됨. 후루이치바촌은 이나바군 소속이 됨.
- 1897년 4월 1일 - 구로노촌, 고모촌, 시모우카이촌, 이마가와촌, 오리타테촌, 호라촌, 마시토촌과 합병하여, 우카이촌이 발족. 후루이치바촌은 폐지됨.